# Mario Toros
Mario Toros (Pagnacco, 9 dicembre 1922 – Udine, 3 giugno 2018) è stato un sindacalista e politico italiano, per nove volte ministro o sottosegretario della Repubblica Italiana.

## Biografia
Esponente della Democrazia Cristiana, ebbe una lunga carriera parlamentare. risultando eletto nella III, IV e V Legislatura della Camera dei Deputati, e nella VI, VII, VIII e IX Legislatura del Senato.
Per oltre vent'anni fu presidente dell'organizzazione Friuli nel mondo, di cui fu anche presidente onorario, oltre ad aver operato attivamente per la Fondazione Onlus Cjase dai Furlans di Villalta di Fagagna.

## Incarichi ministeriali
- Sottosegretario al Lavoro e alla Previdenza Sociale (1968-1969)
- Sottosegretario al Lavoro e alla Previdenza Sociale (1969-1970)
- Sottosegretario al Lavoro e alla Previdenza Sociale (1970-1970)
- Sottosegretario al Lavoro e alla Previdenza Sociale (1970-1972)
- Sottosegretario al Lavoro e alla Previdenza Sociale (1972-1972)
- Ministro senza Portafoglio (7 luglio 1973-14 marzo 1974) con delega agli affari regionali (1973)
- Ministro senza Portafoglio (14 marzo 1974-23 novembre 1974) con delega agli affari regionali (1974)
- Ministro del Lavoro e della Previdenza Sociale (23 novembre 1974-12 febbraio 1976)
- Ministro del Lavoro e della Previdenza Sociale (12 febbraio 1976-29 luglio 1976)[3]